# Joseph Atwill
Joseph Atwill (* um 1950 in Japan)  ist ein US-amerikanischer Autor, Softwareunternehmer und altsprachlich vorgebildeter Amateurwissenschaftler.

## Leben und Wirken
Seine Jugend verbrachte Atwill in Japan. Dort studierte er Altphilologie und Bibelwissenschaften an einer von Jesuiten geführten Akademie in Tokio. Später verlagerte Atwill sein Interesse auf das Gebiet der Informatik.
In den 1980er Jahren gründete er zusammen mit dem frühen IBM-Programmierer David Ferguson die Softwareunternehmen Ferguson Tool Company und Amalgamated Software of North America (ASNA).
Im Jahre 1995 fand Atwill durch sein Interesse an den Schriftrollen vom Toten Meer zu seinen Studien über das Christentum – genauer das Neue Testament und dessen Ursprünge – zurück.
Seine einzige monographische Veröffentlichung ist Das Messias-Rätsel. In diesem Werk stellt Atwill eine Hypothese auf, die er mit einem akribischen Vergleich zwischen den Textstellen aus den synoptischen Evangelien und den Werken Josephus Flavius’ zu belegen versucht. So seien, so die Hypothese, die Evangelien von einem erzählerischen Kreis um den römischen Kaiser Titus, einem Flavier, und den mit den Römern kollaborierenden jüdischen Militär und Historiker Flavius Josephus konstruiert worden, um den gewalttätigen Widerstand gegen die römische Herrschaft in der Provinz Judäa durch ein neu implementiertes Narrativ aufzubrechen.
Diese Hypothese findet in der wissenschaftlich-theologischen Diskussion mehrheitlich keine Akzeptanz. Einen Einfluss zwischen Josephus Flavius und den Flaviern sah 1879 auch schon Bruno Bauer, der Philo von Alexandria eine bedeutendere Rolle bei der Evangelienentstehung zuwies.

## Veröffentlichungen (Auswahl)
- Caesar’s Messiah: The Roman Conspiracy to Invent Jesus: Flavian Signature Edition. Ulysses Press, Berkeley, CA 2005, ISBN 1-56975-457-8; deutsch Das Messias-Rätsel. Die Geheimsache Jesus. Allegria, Berlin 2008, ISBN 978-3-7934-2091-0.
- Saint Veronica is Actually Princess Berenice – Mistress of Titus. In: Ancient World Review.  11. Mai 2017 (Digital).
- mit Steve Braunheim, Robert Eisenman: Redating the Radiocarbon Dating of the Dead Sea Scrolls. In: Dead Sea Discoveries Bd. 11, Nr. 2 (2004), S. 143–157 doi:10.1163/1568517041717854